# South Park (No apto para menores)
«South Park (No apto para menores)» (título original: «South Park (Not Suitable for Children)») es un episodio especial de televisión estadounidense de comedia animada para adultos de 2023. Es el sexto especial de televisión de South Park y el episodio 327 de la serie en general. El especial se estrenó el 20 de diciembre de 2023 en Paramount+.
El episodio parodia al servicio de suscripción de Internet Onlyfans y a influencers en las redes sociales, entre ellos Logan Paul y su producto, bebidas Prime.

## Trama
Los padres y administradores escolares de la escuela primaria South Park están preocupados por cómo una bebida hidratante llamada Cred ha sido popularizada por influencers en las redes sociales hasta el punto de que los estudiantes la llevan como símbolo de estatus. Esto ha llevado a Clyde Donovan, estudiante de cuarto grado, a presentarse falsamente como un bebedor habitual de Cred. Su padre Roger y su madrastra Janice le prohíben beberlo debido a los edulcorantes artificiales que contiene, pero Clyde rechaza a Janice, quien no es realmente su madre. Los compañeros de clase de Clyde, Eric Cartman, Tweek Tweek y Butters Stotch, invitan a Clyde a su grupo de afinidad exclusivo para bebedores de Cred. Para perpetuar su falsa imagen de bebedor de Cred, le compra a Nathan una botella vacía de Cred en el mercado negro y la llena con jugo de manzana, pero esto se descubre y todo el grupo es rechazado. Para rehabilitar su imagen, viajan a un evento en Pueblo, Colorado, para comprar una Super Cred de edición limitada, pero una turba de niños allí degenera en un motín. El grupo se da cuenta de que han sido manipulados por personas influyentes y decide encontrar al influencer favorito de Clyde, Logan LeDouche.
Mientras tanto, Randy Marsh comienza a hacer videos de Onlyfans sin fondo, pero Sharon, quien lo desaprueba, contraataca creando una cuenta de Onlyfans propia, que tiene mucho más éxito. Para aumentar su número de suscriptores, él comienza a usar Cred en sus videos como tema de tendencia. A Sharon le preocupa que las opiniones provengan de menores, pero Randy se niega a detenerse. Después de que un agente de influencia le explica cómo los patrocinadores pujan entre sí para que los principales influencers sociales promocionen sus productos, Randy participa en una subasta donde la influencia se subasta al mejor postor. Allí es detenido por el FBI, cuyos agentes le muestran imágenes pornográficas de «miners» («mineros» en español, usada como reemplazo de «minors» que significa «menores»), lo que le incita a cooperar. Clyde y sus amigos se enfrentan a Logan, quien les explica que simplemente trabaja para un poder superior para influir en las personas, pero antes de que pueda revelar a su patrocinador, un francotirador lo asesina.
El FBI dispara al asesino desde un tejado, quien se revela como el subastador, que actúa como intermediario. Al regresar a casa, los niños ven a Randy tirando todo su suministro de Cred. Explica que lo hace porque la industria de las redes sociales no es adecuada para los niños, que necesitan saber que siempre están en el punto de mira y quién quiere influir más en ellos. Clyde regresa a casa y se enfrenta a Janice por ser la persona influyente invisible en su vida. Ella admite que usó Cred, a pesar de estar en contra de su consumo por parte de los niños, porque ayudó a atraer las opiniones de Clyde, para que hablaran más y se unieran. Cuando Clyde le pregunta si puede llamarla «mamá», ella acepta, pero él luego dice: «¡Jódete, mamá!». antes de irse furioso. A pesar de esto, el corazón de Janice se alegra cuando se dirige a ella como a su madre.
Al día siguiente, en la escuela, el grupo de afinidad muestra un muy buscado sabor de Cred rescatado de Randy, una botella que Cartman le da a Clyde. Lo bebe y dice que sabe delicioso, lo que hace que el resto de los alumnos se regocijen.

## Reparto
| - Trey Parker - Matt Stone - April Stewart - Kimberly Brooks - Jessica Makinson - Chris Borkovec - Betty Boogie Parker - Cleopatra Stone - Jacob Grahame-Smith | - Lucas Alvarado - Clara Del Tredici - Manuelle Del Tredici - Nina Fikre - Demien Garner - Kayla Holmes - Grace Petty - Jai Young - Janai Young |

## Desarrollo
El 5 de agosto de 2021, Comedy Central anunció que Trey Parker y Matt Stone habían firmado un acuerdo de 900 millones de dólares para extender la serie a 30 temporadas hasta 2027 y 14 largometrajes, exclusivos de la plataforma de streaming Paramount+. Finalmente se confirmó que se estrenarían dos películas por año. Parker y Stone declararían más tarde que los proyectos no serían largometrajes y que fue ViacomCBS quien decidió publicitarlos como películas.

## Recepción
Drunken Yoda de Last Movie Outpost calificó el episodio con 3½ de 5 estrellas y comentó cómo disfrutó de los ataques a la cultura de los influencers, pero sintió que el programa falló y declaró en su reseña: «Aprecio que al menos estén identificando problemas que nadie más en los medios heredados incluso estarán cerca de tocarse con un poste de 10 pies, pero continúan fallando en los objetivos, o al menos, retroceden cuando deberían estar haciendo el movimiento de Mortal Kombat "FINISH HIM". Supongo que tomaré lo que pueda conseguir».
John Schwarz de Bubbleblabber calificó el episodio con un 9,5 sobre 10 y afirmó que, si bien cuestionó la influencia general de los medios, «pude escuchar un argumento sobre cómo la programación no ficticia y las revistas influenciadas por los anunciantes pueden ayudar a empujar las mentes de aquellos a quienes carecen de educación y son inmaduros en la comprensión de los principios básicos de la comprensión». Resumió su reseña diciendo: «Si estás buscando un regalo navideño anticipado de la mejor comedia animada para adultos de todos los tiempos, este es el camino a seguir».
Escribiendo para Screen Rant, Cathal Gunning señaló que los personajes principales de South Park aparentemente habían cambiado de los cuatro chicos principales (Kyle, Stan, Kenny y Eric) a Randy Marsh, pero que este episodio lastimó el personaje de Randy. Gunning declaró en su reseña: «Si bien centrarse en la difícil situación de Clyde en "Not Suitable for Children" funcionó bien, esto dejó la trama secundaria del especial como si perteneciera a un programa completamente diferente. La historia sobre el padre de Stan creando una cuenta de Onlyfans realmente no encajaba con la narrativa principal ya que Stan apenas apareció en el especial, por lo que la trama secundaria de Randy apenas estaba relacionada con la historia principal. Desafortunadamente, esta no es la primera vez que South Park lucha con este problema exacto en sus especiales de largometraje».
Logan Paul reaccionó positivamente en Twitter a la parodia de él y de las bebidas Prime recreando una interpretación en carne y hueso del comercial de Cred mostrado durante el episodio y comentando «Gracias por CRED @SouthPark».

## Trailer filtrado
El 17 de diciembre de 2023, el sitio de YouTube The Roundtable informó que el vídeo del avance del episodio se había filtrado accidentalmente a YouTube en esa fecha, y el avance anunciaba que el video ya estaba disponible para ser visto. Posteriormente, el avance fue retirado de YouTube hasta su fecha de lanzamiento real.